# رابرت باس
رابرت باس (انگلیسی: Robert Bass؛ ۱۹۴۸  – ) یک کارآفرین اهل ایالات متحده آمریکا بود.